# Edgar Valter Saks

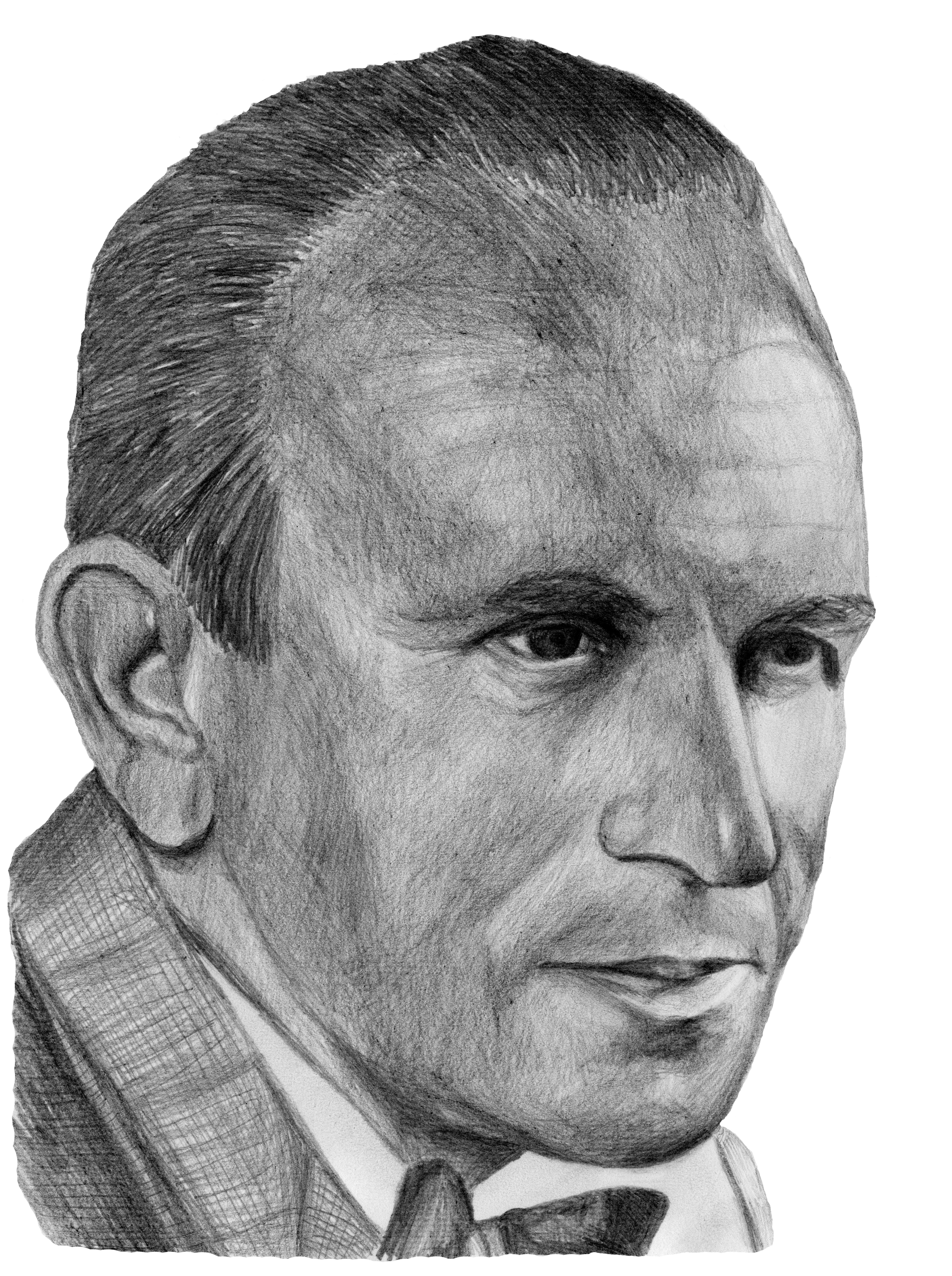
Edgar Valter Saks

Edgar Valter Saks (* 12. Januarjul. / 25. Januar 1910greg. in Tartu; † 11. April 1984 in Montreal) war ein estnischer Schriftsteller.

## Leben
Edgar V. Saks machte 1928 Abitur am Hugo-Treffner-Gymnasium in Tartu und nahm danach das Studium der Rechtswissenschaft an der Universität Tartu auf, was er 1933 abschloss. Schon während des Studiums hatte er Affinität zum journalistischen Bereich, war aber in der zweiten Hälfte der dreißiger Jahre zunächst in der Wirtschaft tätig. Nach der Sowjetisierung Estlands schloss er sich den Waldbrüdern an, 1944 floh er über Finnland nach Schweden. Dort beteiligte er sich an diversen Exilzeitschriften bzw. deren Gründungen. 1949 emigrierte er nach Kanada, wo er in der holzverarbeitenden Industrie arbeitete.
Saks war seit 1933 Mitglied des Estnischen Schriftstellerverbands, des estnischen und des kanadischen P.E.N. Im Mai 1971 wurde er zum Bildungsminister der estnischen Exilregierung ernannt.

## Werk
Edgar V. Saks debütierte 1929 mit dem Roman Heimatlos, mit dem er den dritten Preis beim Romanwettbewerb des Loodus-Verlags gewonnen hatte. Danach schrieb er noch drei weitere Romane, die zurückhaltend aufgenommen wurden. Während in manchen Rezensionen immerhin noch „fesselnde Passagen“ ausfindig gemacht werden konnten, sahen andere Kritiker von Anfang an nicht viel Positives an Saks‘ Werken. Sein letzter, historischer Roman Hannibals Volk fällt in die Phase eines wiedererstarkten Nationalismus in Estland und tut sich, hier Enn Kippel vergleichbar, insbesondere durch die Glorifizierung estnischer Kriegshelden hervor.
Im Exil widmete sich der Autor verstärkt Fragen der estnischen Identität und Geschichte und publizierte eine Reihe von populärwissenschaftlichen Büchern, die jedoch als Pseudowissenschaft bezeichnet worden sind, weil es lediglich um „Erdichtungen eines Nichtwissenschaftlers zur Hebung des nationalen Selbstwertgefühls“ handelt. In wissenschaftlichen Kreisen wurden diese Büchern von Anfang an als laienhaft abgetan.

## Bibliografie

### Romane
- Kodutu ('Heimatlos'). Tartu: Loodus 1929. 246 S.
- Jaan Tamar ('J.T.'). Tartu: Loodus 1932. 200 S.
- Armuke ('Die Geliebte'). Tartu: Eesti Kirjastuste Kooperatiiv 1936. 249 S.
- Hannibali rahvas. Ajalooline romaan Liivi-Vene sõjast ('Hannibals Volk. Historischer Roman aus dem Livländischen Krieg'). Tartu: Postimees 1936. 294 S.

### Pseudowissenschaftliches
- Aestii. An analysis of an ancient European civilization. Montreal / Heidelberg 1960. 300 S.
- Esto-Europa. A treatise on the finno-ugric primary civilization in Europe. Montreal, Lund: Võitleja 1966. 239 S.
- Eesti soost vasalkond. Jüriöö mäss. Revideerivaid seisukohti ürikute alusel. Philadelphia, Wilmington: Korporatsioon Rotalia BWW allkoondis 1971. 34 S.
- Commentaries on the Liber Census Daniae. Studies in mediaeval European history. Montreal, Ann Arbor: Rotalia Publications 1974. 229 S.
- The Estonian Vikings. London: Boreas Publishing House / Montreal: Practical Handbooks 1981. 234 S.